# Bourcefranc-le-Chapus
Bourcefranc-le-Chapus è un comune francese di 3 541 abitanti situato nel dipartimento della Charente Marittima nella regione della Nuova Aquitania.

## Società

### Evoluzione demografica
Abitanti censiti